# Almaguer (Kolumbien)
Almaguer ist eine Gemeinde (municipio) im Departamento Cauca in Kolumbien.

## Geographie
Almaguer liegt im Süden von Cauca in der Provincia del Sur. An die Gemeinde grenzen im Norden La Vega, im Osten und Süden San Sebastián und im Westen Bolívar.

## Bevölkerung
Die Gemeinde Almaguer hat 21.374 Einwohner, von denen nur 1587 im städtischen Teil (cabecera municipal) der Gemeinde leben (Stand: 2019).

## Persönlichkeiten
- Manuel María Paz (1820–1902), Soldat, Kartograf und Zeichner